# Maja (mitologija)
Maja (grč. Μαῖα, Maĩa) u grčkoj mitologiji najstarija je Plejada, jedna od sedam Atlantovih i Plejoninih kćeri. Kao i njezine sestre, rođena je na brdu Kileni u Arkadiji te je stoga smatrana i planinskom boginjom. Maja je bila najstarija, najljepša i najsramežljivija. Također je i boginja poljā.

## Grčka mitologija

### Hermesovo rođenje
U pećini na Kileni, Maja je spavala sa Zeusom i potom rodila boga Hermesa. O njegovu rođenju govori i homerska himna u njegovu čast.
Njegovu je majku Maju tajno oplodio Zeus te je ona zamotala dijete u povoje, ali je ono pobjeglo dok je spavala. Hermes je otišao u Tesaliju gdje je Apolon držao svoju stoku, ukrao mu je goveda i odnio ih u jednu pećinu u šumi blizu Pila, prekrivši tragove. U pećini je pronašao kornjaču koju je ubio, uzeo joj oklop i u njega smjestio kravlja crijeva i tako napravio prvu liru. Apolon se požalio njegovoj majci da mu je Hermes ukrao stoku, ali se Hermes već vratio u svoje povoje te Maja nije vjerovala Apolonovim riječima. Zeus se umiješao i složio s Apolonom tvrdivši da je vidio sve događaje. Hermes je zatim počeo svirati na svojoj novoj liri, a Apolon se zaljubio u taj instrument te mu je ponudio stoku u zamjenu za liru. Apolon je tada postao umjetnik na liri, a Hermes je kasnije izumio još jedan instrument - sirinks. Poslije je Apolon u zamjenu za sirinks Hermesu dao kaducej. Zbog ovog je događaja Hermes zaštitnik lopova. 
Maja je također odgojila i Arkada, Kalistina sina, da ga zaštiti od Herina gnjeva (Hera je njegovu majku pretvorila u medvjeda).

## Rimska mitologija
U rimskoj mitologiji Maja je obično povezivana s boginjom zvanom Maia Maiestas, također znanom kao Fauna, Bona Dea ili Ops, moguće da je bila i boginja proljeća. Po njoj je nazvan mjesec maj - svibanj, a bili su joj posvećeni prvi i petnaesti dan toga mjeseca.

## Vanjske poveznice
- Maja u klasičnoj literaturi i umjetnosti (engl.)